# Melasina dissoluta
Melasina dissoluta är en fjärilsart som beskrevs av Edward Meyrick 1908. Melasina dissoluta ingår i släktet Melasina och familjen säckspinnare. Inga underarter finns listade i Catalogue of Life.